# Armenska tema
Armenska tema (starogrško Ἀρμενιακόν [θέμα], latinizirano: Armeniakon [thema]), točneje tema Armecev (θέμα Ἀρμενιακῶν, thema Armeniakōn), je bila bizantinska tema (vojaško-civilna provinca) v severovzhodni Anatoliji v sedanji Turčiji. 

## Zgodovina
Armenska tema je bila ena od štirih prvotnih tem, ustanovljena nekje sredi 7. stoletja na ozemlju Male Armenije. Med perzijskimi pohodi cesarja Heraklija (vladal 610–641) je bil že leta 629 omenjen "Jurij, tumarh Armenije", leta 629, kar kaže na obstoj teme že v zgodnjem 7. stoletju, vendar se prva nedvoumna omemba v pisnih virih pojavi šele med uporom njenega generala Saborija leta 667/668. Naslednjič je omenjena na pečatu leta 717/718.  Armenska tema je bila skupaj z drugimi temami ustanovljena po katastrofalnih porazih, ki so jih Bizantinci  utrpeli med prvim valom muslimanskih osvajanj. Proces ustanavljanja se je verjetno zaključil v poznih 640. letih. Vojska magistra militum per  Armeniae (Armencev) se je umaknila in naselila na območju Ponta, Paflagonije in Kapadokije.
Glavno mesto teme je bila Amaseja. Temo je upravljal strateg (stratēgos), ki je bil skupaj s strategi anatolskih in traških tem  uvrščen v prvo stopnjo strategov in prejemal letno plačo 40 funtov zlata. V 9. stoletju je imela tema okoli 9000 vojakov in 17 trdnjav. Zaradi velikosti in strateškega pomena na severovzhodni meji Bizantinskega cesarstva z muslimani so bili njeni  guvernerji močne osebnosti in so v 8. stoletju sodelovali v več uporih. Posledično je bila v 9. stoletju tema razdeljena na Harsianonsko in Kapadoško provinco, ki sta kasneje postali temi. Okoli leta 819 sta bili ustanovljeni črnomorski obalni temi Paflagonija in Kaldija. Območje Koloneje je bilo odcepljeno in bilo sprva pod upravo duksa  in nato do leta 863 pod upravo stratega. Okrnjena Armanska tema je obsegla samo še zahodni Pont.
Tema je ostala v bizantinskih rokah do konca 11. stoletja. Leta 1073 so po katastrofalnem porazu Bizantincev v bitki pri Manzikertu oblast v regiji prevzeli frankovski plačanci pod vodstvom Roussela de Bailleula. Bizantinsko oblast je obnovil cesar Aleksej I. Komnen leta 1075. Kmalu zatem so regijo okupirali Turki Seldžuki. Obdržalo se je le nekaj obalnih utrdb. Komnenski cesarji so uspeli cesarstvu vrniti obalne regije, vendar Armenske teme niso obnovili.